# Maschera funeraria di Psusennes I
La maschera funeraria di Psusennes I è la maschera funeraria in oro dell'antico faraone egizio Psusennes I (1047–1001 a.C.) della XXI dinastia egizia. Fu scoperta dall'egittologo francese Pierre Montet nel febbraio/marzo 1940 nella necropoli di Tanis e si trova al Museo egizio del Cairo.

## Scoperta e descrizione
Nella sepolture reali di Tanis furono complessivamente rinvenute quattro maschere funerarie, tutte in oro, appartenute ai faraoni Psusennes I (ellenizzazione dell'originale Pasebakenniut), Amenemope (1001–992 a.C.), Sheshonq II (887–885 a.C.) e al generale Uendjebauendjed (contemporaneo di Psusenne I). Pierre Montet si imbatté nella camera sepolcrale di Psusennes I il 15 febbraio 1940 e vi penetrò il 21 febbraio successivo alla presenza di re Fārūq I d'Egitto; fu necessario rimuovere un enorme blocco di granito prima di raggiungere il sarcofago del re. Una volta dischiuso il grande sarcofago in granito rosa (sottratto alla tomba di Merenptah, successore di Ramses II) circondato da statuette ushabti e un secondo sarcofago in granito nero, gli archeologi si trovarono di fronte al maestoso feretro del re in argento massiccio, parzialmente danneggiato dall'umidità di Tanis. La salma del faraone indossava, oltre alla maschera, vari gioielli (30 anelli, 22 bracciali), ditali, talismani, sandali e un manto: tutto in oro.
La maschera, rinvenuta sulla mummia, ormai ridotta a scheletro, di Psusennes I, è la più ricca ed elaborata fra quelle del sito — seconda solo, fra le maschere funerarie egizie a noi giunte, a quella celeberrima di Tutankhamon, risalente a oltre trecento anni prima e con la quale ha una certa somiglianza. Mentre la maschera di Tutankhamon reca iscrizioni, quella di Psusennes I non ne ha alcuna; inoltre, gli inserti in pasta vitrea e lapislazzuli riguardano solamente gli occhi e le sopracciglia, senza sottolineare le strisce del copricapo nemes, né gli intrecci della barba posticcia o i dettagli del grande ureo che sormonta la fronte del sovrano.
La maschera fu realizzata in una lamina d'oro di spessore inferiore al millimetro (0,6 mm) e la decorazione svolta quasi solamente mediante incisione; l'ureo e la barba posticcia furono preparati separatamente e applicati in un secondo momento. L'artista conferì al viso del sovrano una avvenenza giovanile, verosimilmente diversa dal reale aspetto di Psusennes I, ricostruito basandosi sul teschio.
L'egittologo ceco Jaromír Málek ha così espresso il suo parere sulla maschera funeraria di Psusennes I:
(J. Málek)